# Міжнародний турнір з тріатлону 2018 (Дніпро)
2018 Dnipro ETU Sprint Triathlon European Cup — міжнародний турнір з тріатлону, що відбувся в Дніпрі 2 червня 2018 року. Переможцями стали українські спортсмени Юлія Єлістратова і Єгор Мартиненко.

## Жінки
На старт вийшли 27 спортсменок. Після двох етапів зійшла з дистанції Марі Еліас (Ізраїль).
| Місце | Тріатлоністка     | Країна     | Результат |
| ----- | ----------------- | ---------- | --------- |
| 1     | Юлія Єлістратова  | Україна    | 01:00:13  |
| 2     | Андрея Феррум     | Португалія | 01:00:32  |
| 3     | Софія Прийма      | Україна    | 01:00:56  |
| 4     | Антоанела Манак   | Румунія    | 01:01:15  |
| 5     | Ліна Фолкер       | Німеччина  | 01:01:21  |
| 6     | Гал Рубаненко     | Ізраїль    | 01:01:23  |
| 7     | Катрін Зайцева    | Естонія    | 01:01:33  |
| 8     | Клаудія Шебек     | Угорщина   | 01:01:51  |
| 9     | Маргарита Крилова | Україна    | 01:02:07  |
| 10    | Івана Курячкова   | Словаччина | 01:02:26  |

Найкращі результати на кожному етапі:
| Етап     | Тріатлоністка    | Результат | Дистанція |
| -------- | ---------------- | --------- | --------- |
| Плавання | Юлія Ларіна      | 00:09:39  | 750 м     |
| Велоетап | Ліна Фолкер      | 00:29:50  | 19,8 км   |
| Біг      | Юлія Єлістратова | 00:18:05  | 5 км      |

## Чоловіки
На турнір подали заявки 49 атлетів. Не стартував Володимир Турбаєвський, переможець і бронзовий призер чемпіонатів світу в естафеті.
| Місце | Тріатлоніст     | Країна    | Результат |
| ----- | --------------- | --------- | --------- |
| 1     | Ян Волар        | Чехія     | 00:52:54  |
| 2     | Олексій Сюткін  | Україна   | 00:52:58  |
| 3     | Джонатан Ціпф   | Німеччина | 00:52:59  |
| 4     | Єгор Мартиненко | Україна   | 00:53:02  |
| 5     | Іван Іванов     | Україна   | 00:53:11  |
| 6     | Андреа Секкієро | Італія    | 00:53:23  |
| 7     | Микита Белий    | Білорусь  | 00:53:25  |
| 8     | Алек Вілімовскі | США       | 00:53:31  |
| 9     | Сергій Курочкін | Україна   | 00:53:33  |
| 10    | Йоав Авігдор    | Ізраїль   | 00:53:36  |

Найкращі результати на кожному етапі:
| Етап     | Тріатлоніст     | Результат | Дистанція |
| -------- | --------------- | --------- | --------- |
| Плавання | Алек Вілімовскі | 00:09:01  | 750 м     |
| Велоетап | Ян Волар        | 00:25:49  | 19,8 км   |
| Біг      | Єгор Мартиненко | 00:15:29  | 5 км      |